# Autoridad Nacional del Servicio Civil
La Autoridad Nacional del Servicio Civil (abreviada como Servir) es una entidad autónoma peruana, adscrita a la Presidencia del Consejo de Ministros. Está previsto a ser el mayor organismo de recursos humanos en el sector público del país, rigiéndose mediante el principio de la meritocracia.
Se creó en 2008, a partir de una propuesta de 2004 de unificar el sistema laboral del Estado, bajo la Ley Marco del Empleo Público. Esta reemplazó al entonces Tribunal del Empleo y el Consejo Superior del Empleo Público.
El jefe o Presidente Ejecutivo es elegido por un puesto de confianza según una terna propuesta por el Poder Ejecutivo o por el Presidente del Consejo de Ministros, que debe contar con ciertos requisitos y experiencia para el cargo, la designación es ratificado por el PCM. Entre sus funciones, está cumplir la contratación y supervisión de funcionarios públicos en la administración pública, tanto en el gobierno nacional como el local, incluido los concursos para los cargos públicos del Congreso de la República y el régimen de la actividad particular a las autoridades. Estos cargos se deben ingresar mediante un concurso público de méritos (con acceso libre, público, meritocrático e imparcial), que sea evaluado imparcialmente por la Autoridad del Servicio Civil y la institución pública que otorgue la convocatoria Este se rige al régimen CAS, siglas del contrato administrativo de servicios. Se trabaja bajo la Ley del Servicio Civil, aprobado durante el gobierno de Ollanta Humala, que establece el Cuadro de Puestos en la Entidad (CPE), la unificación del empleo público a la Ley Servir, la ampliación de acceso al empleo estatal mediante concursos públicos, la limitación de los puestos de confianza y la edad biológica máxima de 70 años para laborar, excepto si se trata de un órgano colegiado.
En ella, también se establece los requisitos de los funcionarios en territorio nacional y la inhabilitación para aquellos que cometieron alguna infracción grave, a través del Registro Nacional de Sanciones contra Servidores Civiles. Destaca en sus actividades, la iniciativa contra el hostigamiento laboral, y la lucha contra la corrupción. Además que limita el personal de confianza para determinadas instituciones hasta un 5%, con la posibilidad de extenderse al 20% en determinados casos. 

## Órgano de línea
- Escuela Nacional de Administración Pública - ENAP es el órgano de línea académico de la Autoridad Nacional del Servicio Civil - SERVIR encargada de impartir formación y capacitación en temas de administración y gestión pública, para contribuir con el fortalecimiento de capacidades de las personas que prestan o puedan prestar servicios en las entidades de la administración pública.

De esta forma, contribuye con el fortalecimiento de capacidades de las personas que prestan o puedan prestar servicios en las entidades de la administración pública.
La ENAP prioriza su accionar en el ámbito subnacional, es decir, en gobiernos regionales y gobiernos locales. 
Más información: https://www.gob.pe/enap
- Tribunal del Servicio Civil (TSC)

Es el órgano integrante de la Autoridad Nacional del Servicio Civil (Servir) que resuelve en última instancia administrativa los recursos de apelación derivados de las controversias presentadas al interior del Sistema Administrativo de Gestión de Recursos Humanos (SAGRH), entre las entidades públicas y sus servidores.
Más información: https://www.gob.pe/23932-autoridad-nacional-del-servicio-civil-tribunal-del-servicio-civil-tsc